# なみだ川 (映画)
『なみだ川』は、1967年10月28日に大映が配給した、山本周五郎の『おたふく物語』を原作とした、三隅研次監督による文芸時代劇映画作品。藤村演じる姉はおっちょこちょいなのでロマンティック・コメディ的。
互いの幸せを願いながら、長唄の師匠、仕立屋として、それぞれが働きながら健気に生きている姉妹を描いた作品である。

## あらすじ
嘉永年間。
江戸日本橋の姉妹は父に代って一家の生計を支えるが、二人の性格は対照的。
ある日、妹おたかに縁談が持ち上がった。

## 配役
- 藤村志保 : おしず（姉）
- 若柳菊 : おたか（妹）
- 細川俊之 : 貞二郎
- 玉川良一 : 刀屋の番頭
- 戸浦六宏 : 栄二（兄）
- 塩崎純男：友吉
- 春本泰男 : 市兵衛
- 水原浩一 :島崎来助
- 花布辰男 : 信濃屋弥助
- 本間久子 : 茶店の老婆(一部サイトでは本間文子となっている[4][5]。)
- 町田博子 : お絹
- 寺島雄作 : 茶店の老爺
- 木村玄 : あさり売り
- 越川一 : 富山の薬売り
- 美山晋八 : 島崎の内弟子
- 黒木現 : 若い衆
- 香山恵子 : お由
- 橘公子 : おてつ
- 安部徹 : 鶴村宇吉
- 藤原釜足 : 新七（父）

## スタッフ
- 監督 : 三隅研次
- 企画 : 奥田久司
- 原作 : 山本周五郎
- 撮影 : 牧浦地志
- 美術 : 内藤昭
- 音楽 : 小杉太一郎
- 編集 : 谷口登司夫
- 脚本 : 依田義賢
- 録音 : 大谷巌[4][6]
- 照明 : 古谷賢次[4][6]